# لينكولن هال
لينكولن هال (بالإنجليزية: Lincoln Hall) هو كاتب أسترالي، ولد في 19 ديسمبر 1955 في كانبرا في أستراليا، وتوفي في 20 مارس 2012 بسبب ورم المتوسطة.

## وصلات خارجية
- لينكولن هال على موقع IMDb (الإنجليزية)